# Khu quốc hội 1, Arizona
Khu quốc hội số 1 của Arizona là khu quốc hội rộng thứ 10 tại Hoa Kỳ. Nó do dân biểu Ann Kirkpatrick, một người thuộc Đảng Dân chủ, đại diện. Đây là một khu rộng lớn phần lớn là nông thôn. Nó bao gồm phần nhiều vùng đất của tiểu bang Arizona nằm bên ngoài Vùng đô thị Phoenix và Vùng đô thị Tucson.
Khu quốc hội này được thành lập sau khi Arizona được cho phép có thêm hai khu quốc hội sau điều tra dân số năm 2000; khu quốc hội số 1 củ đã được đổi số thành Khu quốc hội số 6.
John McCain trước đây từng đại diện cho khu quốc hội 1 (củ nay là số 6) tại Hạ viện Hoa Kỳ từ tháng 1 năm 1983 đến tháng 1 năm 1987 trước khi được bầu vào Thượng viện Hoa Kỳ.